# 테라 매거진
테라 매거진(TeRra Magazine) 은 미국 뉴욕에서 발행되는 순수 예술 잡지이다. 예술, 음악, 문학 이외에도 과학, 기술 등 수준 높은 문화 예술 관련 기사를 글로벌하게 게재하고있다.
매월 30 일에 발행된다. 2017년 2월, 일본에서 먼저 온라인 서비스를 실시 했으며 같은 해 11 월에 디지털판이 게재되었다. 아마존, 구글, 애플에서 앱 서비스도 실시하고 있다.
테라 매거진은 뉴욕에서 유일하게 아시아의 전통 예술과 문화를 게재하고 있는 매체로, 2018년 1월 한국인으로는 최초로 작곡가 강석희가 표지 기사로 실렸다.